# Limniusz Pustelnik
Limniusz – mnich, święty Kościoła prawosławnego (cs. Preprepodobyj Limnij, pustynnik Sirijskij).

## Hagiografia
Żył w IV-V w. na terenie Syrii. Od młodości poświęcił się Bogu. Początkowo mieszkał na pustyni u boku św. Falasjusza, doskonaląc się w cnotach skromności, pokory i prostoty w stosunkach z innymi ludźmi, szczególnie zaś oddając się milczeniu. Następnie przeszedł do św. Marona, u boku którego pokochał życie pod otwartym niebem. Po pewnym czasie pozostawił go i samotnie osiedlił się w pobliżu. Zbudował tam pozbawioną dachu celę, składającą się wyłącznie ze ścian i otworu, przez który rozmawiał z odwiedzającymi ludźmi, przybywającymi po poradę i błogosławieństwo. 
Po jakimś czasie na wschodnim i zachodnim stoku góry dla ludzi biednych i starych, których szczególnie miłował, Limniusz zbudował pomieszczenia. Wkrótce sam zamieszkał wraz z nimi. Wspólnie modlił się, śpiewał psalmy i wychwalał Boga. Pan obdarzył go przy tym darem uzdrawiania i wyganiania złych mocy. 
W tym samym czasie na pustyni nieopodal Antiochii mieszkał pustelnik - św. Waradat. Poświęcił on wiele trudu na doskonalenie się w celi, której rozmiary nie pozwalały na pełne wyprostowanie ciała. Później wzbogacał się duchowo stojąc wyprostowanym z rękoma modlitewnie uniesionymi do góry.
Wspomnienie liturgiczne świętego przypada na 22 lutego według kalendarza juliańskiego.